# Bošov (Vrbice)
Bošov (németül: Poschau) Vrbice településrésze Csehországban a Karlovy Vary-i kerület Karlovy Vary-i járásában. Központi községétől 1,5 km-re délre fekszik. A 2001-es népszámlálási adatok szerint 18 lakóháza és 31 lakosa van. Első írásos említése 1233-ból származik.